# Euophistes
Euophistes is een geslacht van rechtvleugeligen uit de familie veldsprinkhanen (Acrididae). De wetenschappelijke naam van dit geslacht is voor het eerst geldig gepubliceerd in 1920 door Sjöstedt.

## Soorten
Het geslacht Euophistes omvat de volgende soorten:
- Euophistes almadensis Sjöstedt, 1936
- Euophistes corticeus Sjöstedt, 1920
- Euophistes luridus Sjöstedt, 1921
- Euophistes variegatus Sjöstedt, 1920